# اريك فرازير
اريك فرازير هو لاعب كرة القدم الكندية كندي، ولد في 5 مايو 1987 في برنابي في كندا.